# Paul Carus

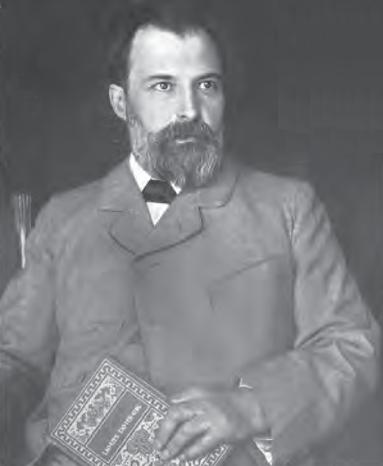
Paul Carus

Paul Carus, Ph.D. (Ilsenburg (Duitsland), 18 juli 1852 ‑ La Salle (Illinois), 11 februari 1919) was een Duits-Amerikaanse auteur, redacteur, en professor filosofie.

## Leven en opleiding
Carus werd geboren in Ilsenburg en studeerde aan de universiteiten van Straatsburg en Tübingen. Na verwerving van zijn doctoraat van Tübingen in 1876 diende hij in het leger en was hij docent. Hij was opgegroeid in een piëtistisch en orthodox-protestantse familie, maar verwijderde zich langzamerhand van deze traditie.
Hij verliet het Duitse Keizerrijk van Bismarck ten faveure van de Verenigde Staten, "vanwege zijn liberale ideeën". Nadat hij in de VS geïmmigreerd was (in 1884) leefde hij in Chicago en in La Salle. Paul Carus trouwde Edward C. Hegelers' dochter Marie en het echtpaar verhuisde later naar Hegeler Carus Manson, dat door haar vader was gebouwd. Ze hadden zes kinderen.

## Carrière
In Amerika was Carus korte tijd redacteur voor een Duitstalig tijdschrift en schreef hij verschillende artikelen voor de Index, een orgaan van de Free Religious Association.
Kort daarna werd hij de hoofdredacteur van de Open Court Publishing Company, opgericht door zijn schoonvader in 1887. De doelen van Open Court waren enerzijds in een forum te voorzien voor discussies over filosofie, wetenschap en religie en anderzijds filosofische klassieken breed toegankelijk te maken door betaalbare uitgaven.
Hij werkte ook als redacteur voor twee tijdschriften die werden gepubliceerd door het bedrijf, The Open Court en The Monist.
Hij werd geïntroduceerd bij Charles Sanders Peirce, de grondlegger van het Amerikaanse pragmatisme, door de rechter Francis C. Russell uit Chicago. Carus bleef geïnteresseerd in het werk van Peirce en publiceerde uiteindelijk een aantal van zijn artikelen.
Tijdens zijn leven publiceerde Carus 75 boeken en 1500 artikelen, meestal bij de Open Court Publishing Company. Hij schreef boeken en artikelen over geschiedenis, politiek, filosofie, religie, logica, wiskunde, antropologie, wetenschap en sociale onderwerpen van zijn tijd. Bovendien correspondeerde Carus met vele van de grootste denkers van de late 19e en vroege 20e eeuw. Onder hen waren Leo Tolstoj, Thomas Edison, Nikola Tesla, Booker T. Washington, Elizabeth Cady Stanton, Ernst Mach, Ernst Haeckel en John Dewey.

## Wereldbeeld en filosofie
Carus beschouwde zichzelf eerder als een theoloog dan als een filosoof. Hij verwees naar zichzelf als "an atheist who loved God".
Carus wordt voorgesteld als een pionier in de promotie van de interreligieuze dialoog. Hij verkende de relatie van wetenschap en religie en was instrumenteel bij de introductie van Oosterse tradities en ideeën in het Westen Hij was een sleutelfiguur in de introductie van het Boeddhisme in het Westen, door de sponsoring van het Boeddhistische vertaalwerk van D.T. Suzuki en een levenslange professionele vriendschap met zijn Boeddhistische Meester, Soyen Shaku. De interesse van Carus in Aziatische religies lijkt te zijn geïntensiveerd nadat hij het World’s Parliament of Religions (in 1893) had bijgewoond.
Jarenlang daarna was Carus een sterke sympathisant van Boeddhistische ideeën, maar committeerde zich niet geheel aan deze, of enige andere religie. In plaats daarvan droeg hij zijn eigen rationele concept uit dat hij de "Religion of Science" noemde. Carus had een selectieve benadering en geloofde dat religies door de tijd heen evolueren. Na een strijd om overleving, verwachtte hij dat een "kosmische religie van universele waarheid" zou opkomen uit de as van traditionele geloofssystemen.

### Religion of Science
Carus was sterk geïnspireerd door de ideeën van Benedictus de Spinoza; hij was de mening toegedaan dat in een vroeg stadium in het Westerse denken een fout was ontstaan door de acceptatie van het onderscheid tussen geest en lichaam, of geest en materie (bijvoorbeeld in Descartes' onderscheid tussen res extensa en res cogitans; Kants onderscheid tussen fenomenale en het noumenale domeinen van kennis; de christelijke zienswijzen van ziel en lichaam en het natuurlijke en het bovennatuurlijke). Carus ontkende dergelijke dualismen en wilde dat de wetenschap de eenheid van kennis herstelde. Het filosofische resultaat was derhalve monistisch.
Zijn versie van monisme is sterk verwant aan een vorm van pantheïsme; het wordt ook regelmatig geïdentificeerd met positivisme.
Hij beschouwde iedere natuurwet als een onderdeel van Gods' wezen. Voor Carus was God de naam voor de kosmische orde. Het concept van een persoonlijke God was volgens hem onhoudbaar. Hij beschouwde de grondleggers van alle religies als gelijkwaardig. Carus was nominalist.
Hij protesteerde tegen ieder monisme dat de eenheid van de wereld niet zocht in de eenheid van de waarheid, maar in de eenheid van een logische assumptie van ideeën. Hij noemde dergelijke concepten henisme, niet monisme.
Volgens Carus was waarheid onafhankelijk van tijd, menselijke begeerte, en menselijk handelen. Daarom was wetenschap volgens hem geen menselijke uitvinding, maar een menselijke openbaring die begrepen moest worden; ontdekking betekende begrip; het was het resultaat of de manifestatie van de kosmische orde waarin alle waarheden uiteindelijk in harmonie waren.